# Kathleen Kennedy Townsend
Kathleen Hartington Kennedy cgt. Townsend (Greenwich, 4 luglio 1951) è una politica e avvocato statunitense, vicegovernatore del Maryland dal 1995 al 2003.

## Biografia
Figlia primogenita di Bob Kennedy e di sua moglie Ethel Skakel, a Kathleen fu imposto il nome della sua zia paterna Kathleen Agnes, marchesa di Hartington, sorella di suo padre Bob e di John Fitzgerald, futuro presidente degli Stati Uniti.
Intraprese ad Harvard gli studi di giurisprudenza, che successivamente perfezionò ad Albuquerque all'Università del Nuovo Messico, da cui uscì laureata nel 1978.
Nel 1986 si candidò alla Camera dei Rappresentanti, ma fu sconfitta da Helen Delich Bentley, divenendo così la prima Kennedy a perdere un'elezione.
In seguito, nel 1994, partecipò alle elezioni governatoriali del Maryland, candidandosi come vice di Parris Glendening.
I due si scontrarono in una lotta molto serrata contro Ellen Sauerbrey e alla fine vinsero.
Nel 1998 la Sauerbrey si candidò nuovamente contro Glendening e la Kennedy ma fu sconfitta per la seconda volta.
Nel 2002 la Kennedy decise di candidarsi a Governatore, ma fu sconfitta da Robert Ehrlich, nonostante il Maryland fosse uno Stato prettamente Democratico.
Fu dunque duramente criticata da alcuni compagni di partito.
In occasione delle Presidenziali del 2008, la Kennedy, insieme ai fratelli Robert e Kerry ha sostenuto la candidatura di Hillary Clinton, ma dopo la sua sconfitta ha appoggiato Barack Obama.
Kathleen Kennedy Townsend è uno dei vicepresidenti della Conferenza Mondiale Science for Peace che si tiene ogni anno a Milano presso l'Università Luigi Bocconi

## Vita privata
Nel 1973 Kennedy sposò David Lee Townsend  oggi membro di facoltà presso il St. John's College ad Annapolis. con cui ebbe quattro figlie, Meaghan (1977-), Maeve Fahey (1979-2020), Rose Katherine (1983-) e Kerry Sophia (1991-).